# Liste der Bodendenkmäler in Waldfeucht
Die Liste der Bodendenkmäler in Waldfeucht enthält die denkmalgeschützten unterirdischen baulichen Anlagen, Reste oberirdischer baulicher Anlagen, Zeugnisse tierischen und pflanzlichen Lebens und paläontologischen Reste auf dem Gebiet der Gemeinde Waldfeucht im Kreis Heinsberg in Nordrhein-Westfalen (Stand: August 2020). Diese Bodendenkmäler sind in Teil B der Denkmalliste der Gemeinde Waldfeucht eingetragen; Grundlage für die Aufnahme ist das Denkmalschutzgesetz Nordrhein-Westfalen (DSchG NRW).
| Bild           | Bezeichnung                                            | Lage              | Beschreibung | Bauzeit | Eingetragen seit | Denkmal- nummer |
| -------------- | ------------------------------------------------------ | ----------------- | ------------ | ------- | ---------------- | --------------- |
| weitere Bilder | Bollberg                                               | Brüggelchen Karte |              |         |                  | 1               |
| BW             | Bereich um das Schlösschen Waldfeucht                  | Waldfeucht Karte  |              |         |                  | 2               |
| BW             | Bereich um die katholische Pfarrkirche „St. Lambertus“ | Waldfeucht Karte  |              |         |                  | 3               |
|                | Grabenanlage Breuner Maar                              |                   |              |         |                  | 4               |
|                | Wallanlage Schabroich                                  | Haaren            |              |         |                  | 5               |
|                | Stadtbefestigung Waldfeucht                            |                   |              |         |                  | 6               |